# Lancôme (Loir-et-Cher)
Lancôme è un comune francese di 148 abitanti situato nel dipartimento del Loir-et-Cher nella regione del Centro-Valle della Loira.

## Società

### Evoluzione demografica
Abitanti censiti